# 2015-ös fedett pályás atlétikai Európa-bajnokság
A 2015-ös fedett pályás atlétikai Európa-bajnokságot a prágai O2 Arénában, Csehországban rendezték március 5. és március 8. között. Ez volt a 33. fedett pályás atlétikai Eb. A férfiaknál és a nőknél is 13–13 versenyszámot rendeztek.

## A magyar sportolók eredményei
Magyarország az Európa-bajnokságon 12 sportolóval képviseltette magát.
Érmesek
| Érem  | Versenyző    | Versenyszám   | Dátum      |
| ----- | ------------ | ------------- | ---------- |
| Arany | Márton Anita | Női súlylökés | március 7. |

## Éremtáblázat
(A táblázatban Magyarország és a rendező nemzet eltérő háttérszínnel kiemelve.)
| Helyezés | Nemzet           | Arany | Ezüst | Bronz | Összesen |
| 1.       | Oroszország      | 6     | 2     | 0     | 8        |
| 2.       | Franciaország    | 3     | 1     | 1     | 5        |
| 3.       | Nagy-Britannia   | 2     | 4     | 3     | 9        |
| 4.       | Csehország       | 2     | 1     | 3     | 6        |
| 5.       | Hollandia        | 2     | 0     | 3     | 5        |
| 6.       | Németország      | 1     | 3     | 2     | 6        |
| 7.       | Lengyelország    | 1     | 2     | 4     | 7        |
| 8.       | Belgium          | 1     | 2     | 0     | 3        |
| 8.       | Fehéroroszország | 1     | 2     | 0     | 3        |
| 10.      | Szerbia          | 1     | 1     | 0     | 2        |
| 10.      | Törökország      | 1     | 1     | 0     | 2        |
| 12.      | Svédország       | 1     | 0     | 2     | 3        |
| 13.      | Ukrajna          | 1     | 0     | 1     | 2        |
| 14.      | Magyarország     | 1     | 0     | 0     | 1        |
| 14.      | Portugália       | 1     | 0     | 0     | 1        |
| 14.      | Svájc            | 1     | 0     | 0     | 1        |
| 17.      | Olaszország      | 0     | 2     | 1     | 3        |
| 18.      | Görögország      | 0     | 2     | 0     | 2        |
| 18.      | Spanyolország    | 0     | 2     | 0     | 2        |
| 20.      | Bulgária         | 0     | 1     | 1     | 2        |
| 21.      | Írország         | 0     | 1     | 0     | 1        |
| 22.      | Románia          | 0     | 0     | 2     | 2        |
| 23.      | Izrael           | 0     | 0     | 1     | 1        |
| 23.      | Norvégia         | 0     | 0     | 1     | 1        |
| Összesen | Összesen         | 26    | 27    | 25    | 78       |

## Érmesek
- WR – világrekord
- CR – Európa-bajnoki rekord
- AR – kontinens rekord
- NR – országos rekord
- PB – egyéni rekord
- WL – az adott évben aktuálisan a világ legjobb eredménye
- SB – az adott évben aktuálisan az egyéni legjobb eredmény

### Férfi
| Versenyszám     | Arany                                                                   | Arany        | Ezüst                                                                            | Ezüst      | Bronz                                                                | Bronz      |
| --------------- | ----------------------------------------------------------------------- | ------------ | -------------------------------------------------------------------------------- | ---------- | -------------------------------------------------------------------- | ---------- |
| 60 m            | Richard Kilty · Nagy-Britannia                                          | 6,51 CR      | Christian Blum · Németország                                                     | 6,58       | Julian Reus · Németország                                            | 6,60       |
| 400 m           | Pavel Maslák · Csehország                                               | 45,33 CR     | Dylan Borlée · Belgium                                                           | 46,25      | Rafał Omelko · Lengyelország                                         | 46,26      |
| 800 m           | Marcin Lewandowski · Lengyelország                                      | 1:46,67      | Mark English · Írország                                                          | 1:47,20    | Thijmen Kupers · Hollandia                                           | 1:47,25    |
| 1500 m          | Jakub Holuša · Csehország                                               | 3:37,68 NR   | İlham Tanui Özbilen · Törökország                                                | 3:37,74    | Chris O'Hare · Nagy-Britannia                                        | 3:38,96    |
| 3000 m          | Ali Kaya · Törökország                                                  | 7:38,42      | Lee Emanuel · Nagy-Britannia                                                     | 7:44,48    | Henrik Ingebrigtsen · Norvégia                                       | 7:45,54 NR |
| 60 m gát        | Pascal Martinot-Lagarde · Franciaország                                 | 7,49 SB      | Dimitri Bascou · Franciaország                                                   | 7,50       | Wilhem Belocian · Franciaország                                      | 7,52 PB    |
| 4 × 400 m váltó | Belgium · Julien Watrin · Dylan Borlée · Jonathan Borlée · Kévin Borlée | 3:02,87 AR   | Lengyelország · Karol Zalewski · Rafał Omelko · Łukasz Krawczuk · Jakub Krzewina | 3:02,97 NR | Csehország · Daniel Němeček · Patrik Šorm · Jan Tesař · Pavel Maslák | 3:04,09 NR |
| Magasugrás      | Danyiil Ciplakov · Oroszország                                          | 2,31 m       | Silvano Chesani · Olaszország · Andóniosz Másztorasz · Görögország               | 2,31 m     | Nem adták ki                                                         |            |
| Rúdugrás        | Renaud Lavillenie · Franciaország                                       | 6,04 m CR    | Alekszandr Gripics · Oroszország                                                 | 5,85 m     | Piotr Lisek · Lengyelország                                          | 5,85 m     |
| Távolugrás      | Michel Tornéus · Svédország                                             | 8,30 m NR    | Radek Juška · Csehország                                                         | 8,10 m PB  | Andreas Otterling · Svédország                                       | 8,06 m PB  |
| Hármasugrás     | Nelson Évora · Portugália                                               | 17,21 m      | Pablo Torrijos · Spanyolország                                                   | 17,04 m NR | Marian Oprea · Románia                                               | 16,91 m    |
| Súlylökés       | David Storl · Németország                                               | 21,23 m      | Asmir Kolašinac · Szerbia                                                        | 20,90 m    | Ladislav Prášil · Csehország                                         | 20,66 m SB |
| Hétpróba        | Ilja Skurenyov · Oroszország                                            | 6353 pont WL | Arthur Abele · Németország                                                       | 6279 pont  | Eelco Sintnicolaas · Hollandia                                       | 6185 pont  |

### Női
| Versenyszám     | Arany                                                                              | Arany       | Ezüst                                                                               | Ezüst   | Bronz                                                                                   | Bronz      |
| --------------- | ---------------------------------------------------------------------------------- | ----------- | ----------------------------------------------------------------------------------- | ------- | --------------------------------------------------------------------------------------- | ---------- |
| 60 m            | Dafne Schippers · Hollandia                                                        | 7,05 WL     | Dina Asher-Smith · Nagy-Britannia                                                   | 7,08 NR | Verena Sailer · Németország                                                             | 7,09       |
| 400 m           | Natalija Pihida · Ukrajna                                                          | 51,96       | Indira Terrero · Spanyolország                                                      | 52,63   | Seren Bundy-Davies · Nagy-Britannia                                                     | 52,64      |
| 800 m           | Selina Büchel · Svájc                                                              | 2:01,95     | Jekatyerina Poisztogova · Oroszország                                               | 2:01,99 | Natalija Lupu · Ukrajna                                                                 | 2:02,25    |
| 1500 m          | Sifan Hassan · Hollandia                                                           | 4:09,04     | Angelika Cichocka · Lengyelország                                                   | 4:10,53 | Federica Del Buono · Olaszország                                                        | 4:11,61    |
| 3000 m          | Jelena Korobkina · Oroszország                                                     | 8:47,62     | Szvjatlana Kudzelics · Fehéroroszország                                             | 8:48,02 | Maureen Koster · Hollandia                                                              | 8:51,64    |
| 60 m gát        | Alina Talaj · Fehéroroszország                                                     | 7,85 NR     | Lucy Hatton · Nagy-Britannia                                                        | 7,90 PB | Serita Solomon · Nagy-Britannia                                                         | 7,93 PB    |
| 4 × 400 m váltó | Franciaország · Floria Guei · Elea Mariama Diarra · Agnes Raharolahy · Marie Gayot | 3:31,61     | Nagy-Britannia · Kelly Massey · Seren Bundy-Davies · Laura Maddox · Kirsten McAslan | 3:31,79 | Lengyelország · Joanna Linkiewicz · Małgorzata Hołub · Monika Szczęsna · Justyna Święty | 3:31,90    |
| Magasugrás      | Marija Kucsina · Oroszország                                                       | 1,97 m      | Alessia Trost · Olaszország                                                         | 1,97 m  | Kamila Lićwinko · Lengyelország                                                         | 1,94 m     |
| Rúdugrás        | Anzselika Szidorova · Oroszország                                                  | 4,80 m      | Katerína Sztefanídi · Görögország                                                   | 4,75 m  | Angelica Bengtsson · Svédország                                                         | 4,70 m NR  |
| Távolugrás      | Ivana Španović · Szerbia                                                           | 6,98 m NR   | Sosthene Moguenara · Németország                                                    | 6,83 m  | Florentina Marincu · Románia                                                            | 6,79 m     |
| Hármasugrás     | Jekatyerina Konyeva · Oroszország                                                  | 14,69 m     | Gabriela Petrova · Bulgária                                                         | 14,52 m | Hanna Knyazeva-Minenko · Izrael                                                         | 14,49 m NR |
| Súlylökés       | Márton Anita · Magyarország                                                        | 19,23 m NR  | Julija Leancjuk · Fehéroroszország                                                  | 18,60 m | Radoszlava Mavrodieva · Bulgária                                                        | 17,83 m    |
| Ötpróba         | Katarina Johnson-Thompson · Nagy-Britannia                                         | 5000 NR, CR | Nafissatou Thiam · Belgium                                                          | 4696 PB | Eliška Klučinová · Csehország                                                           | 4687 NR    |